# 扑克博彩

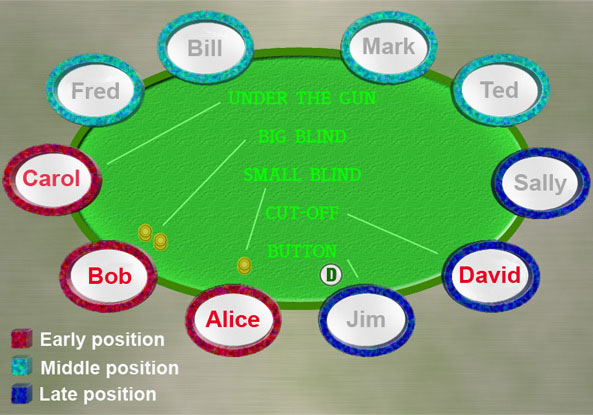
十人局扑克游戏的座次

扑克游戏很大程度上以赌博为中心。为此，游戏规则通常以加快游戏速度、减少游戏争议、增加游戏安全性为目的而制定。不同的扑克游戏有不同类型的赌注，不同的棋牌室也在游戏过程中的礼仪上存在细微差别。
大多数扑克玩家遵守一些广泛适用的规则和礼仪。

## 游戏过程
扑克游戏以场(game)为单位，一场游戏中可能有若干回合/局(round)。每一回合中，场上所有玩家都会按时针顺序依次行动，不遵守规定次序对其他玩家有负面影响。
当轮到某一个玩家时，该名玩家的第一次口头声明或作出的动作将被视为他最终的决定， 以避免玩家在观察到别人反应后突然反悔。
同一回合中，直到首次有人下注，场上所有玩家都可以看注(check)，将下注的机会交给下一轮次的玩家；也可以通过下注来开局(open)。
有人下注后，玩家可以弃牌(fold)，放弃这一场游戏，输掉此前投下的所有筹码；也可以跟注(call)，投下筹码以确保自己的下注数额与此时最高累计下注数额相同；还可以加注(raise)，在最高累计下注的基础上增加筹码。
玩家可以交出自己的手牌以示意弃牌，也有某些游戏存在特殊的弃牌规则。譬如在梭哈中，弃牌者需要盖上亮出的手牌。
底池(pot)一般位于牌桌的中间位置，用于归集在一局投注结束时桌上的所有筹码，也用于摆放玩家在游戏开始时投下的参加费。游戏的最终赢家可以赢得底池中的所有筹码。
任何投注行为都需要在玩家的面前摆放筹码(chip)，但并不直接将筹码丢进底池里。随意地将筹码丢进底池(splashing the pot)会妨碍其他玩家确认投注的确切数额。

### 投注顺序

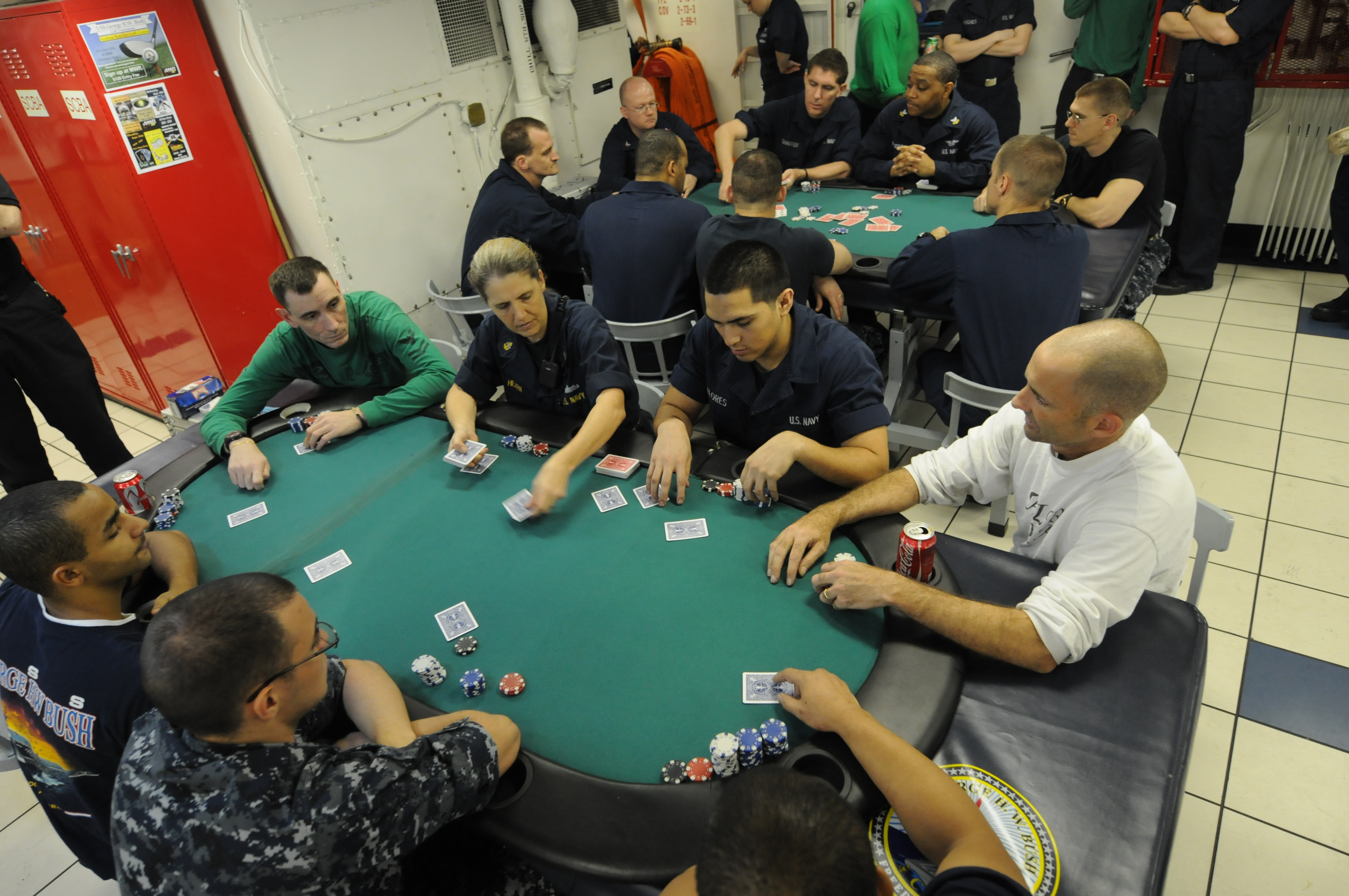
游戏从庄家的左边开始

一般情况下，游戏从庄家左边的玩家开始，按顺时针方向进行。如果任何玩家在此前的游戏中弃牌了，则游戏从下一顺次的玩家继续进行。
存在盲注(blinds)的游戏中，第一局下注从盲注左边的玩家开始；梭哈游戏中，则从牌面最大的那名玩家开始，然后按顺时针方向进行。如果存在前注(bring-in)，则第一局下注从有义务投下前注的玩家开始。

### 看注
如果在一局游戏中无人下过注，则玩家可以选择看注(过牌)，这相当于一个价值为零的下注，或跟注一个价值为零的下注。
看注的玩家拒绝下注，但保留自己的游戏资格。在其他任何人下注后，看注的玩家可以选择跟注，加注或者弃牌。
在盲注游戏中，玩家不得在第一局游戏中看注，因为盲注是活注(live bet)，必须跟注或加注才能继续留在游戏中。
如果没有其他玩家加注，下了大盲注的玩家有权在第一局结束后加注，称为选择权(option)；如果拒绝加注，则称为看注(check one's option)。
一局游戏中，如果所有玩家都看注，则该局下注结束，底池中不增加任何筹码。
表示看注的常见方式是用拳头、指关节、张开的手或食指敲击桌子。

### 开局、下注、加注

#### 开局和下注
一局游戏中，如果轮到某一位玩家行动，并且此前没有玩家下过注，那么这名玩家可以选择下注(make a bet)，开始一个下注回合。在一局游戏中首次下注称为开局(open the round)。如果这是整场游戏中第一个下注回合，那么此次下注又称为开场(open the pot)。如果游戏中存在盲注，那么首次投下大盲注也被称为开局。
某些扑克游戏变体对首次下注有特殊规则，譬如限制首次下注的最低数额，或者要求玩家持有某些牌（例如"Jack"）才有资格下注。
首次下注的玩家把一定价值的筹码摆在底池前，表示自己投下赌注。在首次下注后，场上其他玩家必须跟注或者加注，否则将被视为弃牌。
如果某位玩家想要跟注但手中筹码不足，那么除了弃牌，该名玩家还可以选择全押(all-in)，一次性投下手中所有的筹码，以换取留在赌局中的资格。如果玩家在此前的某一局中已经全押，那么在接下来的游戏中便不能跟注或加注，但仍然可以留在赌局中，直到游戏结束。

#### 加注
如果在一局游戏中，玩家打算在此前任何玩家下注的基础上增加筹码，则称为加注(raise)。
如果玩家在此前任何玩家加注(不算开局下注)后再次加注，则称作再加注(re-raise)。
如果玩家加注前曾经看过注，那么称为过牌加注(check-raise)。
根据上一段所述规则，玩家至少需要在开局下注(the opening bet)和此后任何人加注的时候跟注，这样才有资格赢得底池中的筹码。

#### 诈唬、期望值下注
诈唬(bluff)，又称虚张声势/偷鸡，通常指玩家在明知自己手牌(hand)不好时故意加注，这样做往往是希望对手因害怕损失而弃掉可能较强的手牌。
当玩家用弱牌下注或加注，但牌型有机会在后面的下注回合中变强时，称为半诈唬(semi-bluff)。另一方面，在玩家相信自己的牌型足够强时，可以通过期望值下注(value-bet)将底池建大从而扩大战果，增加盈利。

#### 无限注、底池限注游戏中的下注规则

##### 最小下/加注数额
在无限注(no-limit)和底池限注(pot-limit)游戏中，玩家下注的数额需要大于最小数额。在有盲注的游戏中，这个金额通常是大盲注的数额。
加注则必须大于等于前一次下注或加注的数额。
比如，假设现在您的对手下注5美元，倘若您打算加注，您就必须至少加注5美元。如果您在下注5美元的基础上再加注7美元(总计12美元)，那么有人再加注时，就必须在12美元的基础上至少再加注7美元(总计至少19美元)。
规定最小加注数额，其主要目的是避免因骚扰性加注(nuisance raises)导致游戏被恶意拖延。例如，如果玩家在当前下注50美元的基础上多加注1美元，虽然影响不大，但所有其他人都必须跟注，因此会浪费许多时间。
如果玩家的桌上筹码(table stakes)数额小于最小加注数额，以上规则便不再适用。例如，假设您手上剩余的筹码仅有2美元，若在您之前有人下注5美元，那么您可以仅下注2美元(全押)，但此后的游戏中您将不能下注或加注。

如果有人全押，其他玩家可以跟注全押的数额；若要加注，则至少加注全押数额和此前最高注数额之和。例如，假设最低下注数额是5美元，若您全押手上的4美元，其他玩家便可以跟注4美元；若想加注，则至少要加注9美元(4美元加5美元)。
1. 1 2 3  Sfetcu, Nicolae. . Nicolae Sfetcu. 2014-05-03  [2024-08-21]. （原始内容存档于2023-04-09） （英语）.
2. ↑  . www.pokerstrategy.com.   [2024-10-04]. （原始内容存档于2019-10-01）.
3. ↑  . www.pokerstrategy.com.   [2024-10-04]. （原始内容存档于2022-03-15）.
4. 1 2 3 4 5  . www.pokerstrategy.com.   [2024-10-04]. （原始内容存档于2022-03-15）.
5. ↑  Lessinger, Mr Matt. . Grand Central Publishing. 2007. ISBN 978-0-446-50715-8 （英语）.
6. ↑  . Latest Casino Bonuses. 2017-06-30  [2024-10-05]. （原始内容存档于2025-04-24） （英语）.
7. ↑  . www.pokernews.com. 2015-06-26  [2024-10-04]. （原始内容存档于2025-04-24） （英语）.